# پاول بوخگر
پاول بوخگر (زاده ۴ مارس ۱۹۹۶) یک بازیکن والیبال اتریشی، عضو تیم ملی والیبال مردان اتریش و باشگاه باشگاه والیبال مودنا والی است.

## دستاوردهای ورزشی

### باشگاهی
- چلنج کاپ مردان اروپا
  -  ۲۰۱۷/۲۰۱۸ – با تیمBunge Ravenna
  -  ۲۰۱۸/۲۰۱۹ – با تیم Vero Volley Monza
- مسابقات قهرمانی کشور
  - 2014/2015 جام اتریش، با باشگاه UVC Graz

### جوایز انفرادی
- ۲۰۱۸: چلنج کاپ مردان اروپا- با ارزش‌ترین بازیکن